# Windrunner M96
Windrunner XM107 — крупнокалиберная снайперская винтовка, созданная компанией EDM Arms на основе винтовки Barrett M82.
Ствол — сменный. Затвор — поворотный продольноскользящий. Ствольная коробка имеет крепления для оптического или ночного прицела. Приклад — телескопический, сделан из пластика.